# Achradocera porrectus
Achradocera porrectus är en tvåvingeart som beskrevs av Octave Parent 1939. Achradocera porrectus ingår i släktet Achradocera och familjen styltflugor. Inga underarter finns listade i Catalogue of Life.